# (9847) 1990 QJ5
(9847) 1990 QJ5 là một tiểu hành tinh vành đai chính. Nó được phát hiện bởi Henry E. Holt ở Đài thiên văn Palomar ở Quận San Diego, California, ngày 25 tháng 8 năm 1990.